# Home of the Brave
Home of the Brave (titulada Regreso al infierno en España y De vuelta al infierno en Hispanoamérica) es una película estadounidense de 2006, dirigida por Irwin Winkler y protagonizada por Jessica Biel, Samuel L. Jackson, Brian Presley y Curtis James Jackson III. Trata sobre el tormento que viven los soldados al volver de la guerra a casa.

## Sinopsis
Regreso al infierno es la historia de cuatro soldados norteamericanos que están a punto de terminar su misión en Irak. Poco después de enterarse de que su unidad está a punto de regresar a casa, son enviados a una última misión humanitaria de transporte de provisiones médicas a un pueblo iraquí. La unidad es víctima de una emboscada y sufre graves pérdidas. Los supervivientes se verán sometidos a crueles agresiones físicas y psicológicas. Ya de regreso a Estados Unidos, los cuatro soldados deberán enfrentarse a los recuerdos del pasado, a la vez que deben poner la vista en el futuro y volver a la vida civil.

## Reparto
- Samuel L. Jackson como LTC William "Will" Marsh.
- Jessica Biel como la sargento Vanessa Price.
- Brian Presley como SPC Tommy Yates.
- Curtis "50 Cent" Jackson como SPC Jamal Aiken.
- Chad Michael Murray como el soldado Jordan Owens.
- Christina Ricci como Sarah Schivino.
- Victoria Rowell como Penelope Marsh.
- Mark Anthony Parrish como soldado #2.
- Vyto Ruginis como Hank Yates.